# والتر فان برانت
والتر فـان برانت (بالإنجليزية: Walter Van Brunt)‏ هو مغني أمريكي، ولد في 22 أبريل 1892، وتوفي في 11 أبريل 1971.

## وصلات خارجية
- والتر فـان برانت على موقع IMDb (الإنجليزية)
- والتر فـان برانت على موقع ميوزك برينز (الإنجليزية)
- والتر فـان برانت على موقع ديسكوغز (الإنجليزية)